# Physeteridae
Famille
La famille des Physétéridés (Physeteridae) regroupe des cétacés communément connus sous le nom de cachalots, comme toutes les espèces de la super-famille des Physeteroidea. Cette famille comprend trois espèces vivantes réparties en deux genres actuels selon que les petites espèces y sont incluses ou un seul, Physeter, lorsque les petits cachalots sont placées dans la famille des Kogiidae. De plus de nombreux fossiles sont également connus dans cette famille.

## Taxinomie

### Espèces actuelles
Comprenant très anciennement les baleines à bec (famille des Ziphiidae), les Physeteridae ne contiennent aujourd'hui plus que des « cachalots ». Les trois espèces vivantes de cette famille sont classées dans deux genres :
- Physeter Linnaeus, 1758
  - Physeter macrocephalus Linnaeus, 1758 (ou P. catodon) — grand cachalot
- Kogia Gray, 1846
  - Kogia simus (Owen, 1866) — cachalot nain
  - Kogia breviceps (Blainville, 1838) — cachalot pygmée

Ces deux dernières espèces vivantes sont comprises dans la famille selon la classification de 1997 de Malcolm C. McKenna et Susan K. Bell mais parfois classées dans une famille à part, celle des Kogiidae lorsque les Physeteridae sont considérés dans une acceptation plus restrictive, comme par Giovanni Bianucci et Walter Landini en 2006.

### Espèces fossiles
Le genre Physeter comprend en plus du grand cachalot deux espèces fossiles :
- Physeter vetus Leidy, 1869
- Physeter antiquus Gervais, 1849

Les physeteridés comptent également des genres entiers fossiles, par ordre alphabétique :
- Ferecetotherium Mchedlidze, 1970
  - Ferecetotherium kelloggi Mchedlidze, 1970
- Helvicetus
- Idiophyseter
- Idiorophus Kellogg, 1925
  - Idiorophus bolzanensis (Dal Piaz, 1916)
  - Idiorophus patagonicus (Lydekker, 1894)
- Orycterocetus
- Physeterula
- Placoziphius